# Heliocontia phaenna
Heliocontia phaenna là một loài bướm đêm trong họ Noctuidae.